# LGV Vérone - Venise
La LGV Vérone - Venise (ligne à grande vitesse Vérone – Venise) est une ligne ferroviaire italienne mise en service depuis 2018 qui relie, en Italie du Nord, les villes de Turin (Piémont), Milan (Lombardie) et Venise (Vénétie). Elle est équipée pour la plus grande partie de son tracé des standards italiens de lignes à grande vitesse (Alta Velocita) et grande capacité (Alta Capacità).
La construction de la ligne était phasée en trois étapes :
- Le segment de Padoue à Venise (25 km), est déjà en service depuis mars 2007.
- Le tronçon Vérone - Vicence (51,2 km) est en construction (50%)
- La dernière partie de la ligne, de Vicence à Padoue (27,6 km), est en construction, les travaux ont débuté en début d'année 2015 et se sont terminés en 2018.

La ligne à grande vitesse et forte capacité qui englobe la Liaison ferroviaire transalpine Lyon - Turin jusqu'à Venise et Trieste, en Italie, fait partie du projet d'axe N° 6 du Réseau transeuropéen de transport TEN-T qui se prolongera par le corridor paneuropéen V jusqu'à Kiev en Ukraine. Sa mise en service totale sur le territoire italien est attendue pour 2018.

## Parcours de Vérone à Padoue
Parcours détaillé du tronçon entre Vérone et Padoue, jusqu'au raccordement de la LGV existante entre Padoue et Venise, ouverte en 2007, selon les projets de RFI.
Ouvrages, gares et arrêts,
- début : raccordement sur LGV Milan - Vérone en gare de Vérone-Porta-Nuova
- ouvrage sur la voie ferrée historique Milan-Venise,
- ouvrage sur le fleuve Adige,
- ouvrage sur l'autoroute A4 Milan-Venise,
- ouvrage sur le torrent Alpone,
- arrêt gare Foire de Vicence / Vicence Ouest,
- interconnexion avec la voie ferrée historique vers Vicence,
- ouvrage sur le fleuve Bacchiglione,
- ouvrage sur la voie ferrée historique Milan-Venise,
- interconnexion avec voie ferrée pour Bologne,
- interconnexion avec voie ferrée pour Bassano del Grappa,
- raccordement avec LGV Padoue-Venise existante en gare de Padoue.